# Reprezentacja Belgii na Mistrzostwach Świata w Wioślarstwie 2009
Reprezentacja Belgii na Mistrzostwach Świata w Wioślarstwie 2009 liczyła 9 sportowców. Najlepszym wynikiem było 4. miejsce w jedynce mężczyzn.

## Medale

### Złote medale
Brak

### Srebrne medale
Brak

### Brązowe medale
Brak

## Wyniki

### Konkurencje mężczyzn
- jedynka (M1x): Tim Maeyens – 4. miejsce
- dwójka podwójna (M2x): Bart Poelvoorde, Christophe Raes – 10. miejsce
- czwórka bez sternika wagi lekkiej (LM4-): Thijs Obreno, Arne Dubois, Wouter Van der Fraenen, Ruben De Gendt – 15. miejsce

### Konkurencje kobiet
- jedynka (W1x): Annick De Decker – 12. miejsce
- jedynka wagi lekkiej (LW1x): Evi Geentjens – 5. miejsce